# اسکناس ده دلاری آمریکا
اسکناس ۱۰ دلاری آمریکا یکی از اسکناسهای رایج کشور ایالات متحده آمریکا می‌باشد. بر روی این اسکناس چهره الکساندر همیلتون از پدران بنیان‌گذار ایالات متحده آمریکا و مؤسس نظام مالی این کشور نقش بسته‌است. نمای پشت اسکناس ۱۰ دلاری ساختمان وزارت خزانه‌داری ایالات متحده آمریکا می‌باشد.

## ویژگی‌ها
منبع پرتره روی اسکناس ۱۰ دلاری نقاشی جان ترامبول از همیلتون در ۱۸۰۵ است که به مجموعه پرتره سیتی‌هال نیویورک تعلق دارد.  اسکناس ۱۰ دلاری از این نظر منحصر به فرد است که تنها اسکناس در گردش است که در آن پرتره به سمت چپ است. همچنین یکی از دو غیر رئیس‌جمهور در اسکناس‌های ایالات متحده منتشر می‌شود، دیگری بنجامین فرانکلین در ۱۰۰ دلار است. همیلتون تنها کسی است که در ایالات متحده یا آمریکای بریتانیا متولد نشده است (او اهل سنت کیتس و نویس در هند غربی بود) که در حال حاضر روی ارز کاغذی ایالات متحده به تصویر کشیده شده است. سه نفر دیگر در گذشته به تصویر کشیده شده‌اند: آلبرت گالتین، سوئیس (۵۰۰ دلار ۱۸۶۲/۶۳ مناقصه قانونی)، جورج مید، اسپانیا ($۱,۰۰۰  یادداشت خزانه‌داری ۱۸۹۰/۹۱)، و رابرت موریس، انگلستان ($۱,۰۰۰ مناقصه قانونی ۱۸۶۲/۶۳؛ ۱۰ دلار ۱۸۷۸/۸۰).
در سال ۲۰۱۵، وزیر خزانه‌داری ایالات متحده آمریکا اعلام کرد که از سال ۲۰۲۰، به مناسبت صدمین سالگرد اعطای حق رای به زنان آمریکا موسوم به «متمم نوزدهم قانون اساسی ایالات متحده آمریکا»، چهره همیلتون با چهره زنی که هنوز در مورد آن تصمیم گیری نشده است، جایگزین خواهد شد.